# Тодор Кръстев Алгунски
Тодор Кръстев, известен като Алгунски (на сръбски: Тодор Крстић-Алгуњски или Todor Krstić Algunjski), e сърбоманин от Македония, деец на Върховния македоно-одрински комитет (ВМОК), станал по-късно ренегат и войвода на сръбската въоръжена пропаганда в Североизточна Македония.

## Биография
Тодор Кръстев е роден в 1877 година в кумановското сърбоманско село Отля. На три години остава без баща, майка му се жени отново и Тодор слугува до 20-те си години в околните села. На 18 април 1902 година заедно с Кръсто Ковачев влиза в четата на войводата на ВМОК Сотир Атанасов, която действа в Кривопаланечко. С четата се оттегля в Кюстендил. Българските власти го интернират във Варна, а по-късно в Каварна. Оттам Кръстев заминава за Русия и след това се установява в Белград, Сърбия.
При началото на сръбската четническа акция в Македония, Алгунски е един от районните войводи на сръбската организация и действа в Македония от 1903 до 1912 година. Участва в сраженията при Челопек, Облавце, Козяк, Мукос, Ореше, Орешки ливади, Крапа, Нежилово, Куртин камен, Орлов дол, Страцин, Небрегово, Алгуня, Четирце. Действа заедно с войводата Петко Илиев. След сражението при Страцин с българска чета през март 1912 година и смъртта на Илиев, оглавява четата. Сражава се в голямо сражение при Шумата Търница на 21 март 1912 година, в което загиват 8 четници, между които Светозар Михайлович-Пурца от Тузла.